# Sergei Saltykov
Le comte Sergei Vasilievich Saltykov (en russe : Сергей Васильевич Салтыков), né en 1722, et mort le 24 septembre 1784, est un officier et diplomate russe qui fut le premier favori de l'impératrice Catherine II quand elle n'était encore que grande-duchesse.

## Biographie
Sergei Vasilievich appartient à la branche aînée de la famille Saltykov. Son père, le général en chef Vassili Saltykov, épousa Marya Alekseevna née princesse Galitzine. Grâce à sa popularité dans les régiments de la garde, le général a rendu service à l'impératrice Élisabeth lors de son accession au trône et bénéficia donc de la faveur particulière de cette dernière.
Le père permit l'ascension de son fils à la cour : Sergei Vasilievich est nommé en 1752, deux ans après son mariage avec la demoiselle d'honneur de l'impératrice Élisabeth, Matryona Pavlovna Balk-Poleva [Матрене Павловне Балк-Полевой], chambellan du grand-duc Pierre Fiodorovitch. En homme joyeux, bien fait, sociable et spirituel, Sergei devient immédiatement l'âme de la « petite cour » et la personne la plus proche du grand-duc et de la grande-duchesse Catherine.
Certains ragots l'obligent à quitter la cour durant l'hiver 1752, puis il revient à Moscou, et ne quitte pas le service du grand-duc durant les années 1753-1754. C'est à cette époque qu'il sert brillamment d'intermédiaire entre Catherine et le diplomate Alexis Bestoujev-Rioumine, ce dernier le recommande pour des missions à l'étranger.
Sergei Vasilievich est depuis peu en poste en Suède quand il apprend la naissance du fils de Catherine, Paul, le 20 septembre 1754. L'année suivante il est envoyé à Hambourg, muni de lettres de recommandation signées de la main de Catherine et destinées à sa propre mère, Jeanne-Élisabeth de Holstein-Gottorp ; il arrive à Hambourg le 2 juillet. Dès lors, Sergei Vasilievich va passer l'essentiel des dix années suivantes à l'étranger, loin de la cour. Il entretient une abondante correspondance avec Catherine jusqu'en 1758, laquelle cesse après des rumeurs de complots.
Le 22 juillet 1762, moins d'un mois après l'accession de Catherine au trône, un décret lui attribue une dotation de 10 000 roubles, lors de son départ de Saint-Pétersbourg pour Paris, où il est nommé ministre plénipotentiaire. Poste très convoité, Sergei se comporte non sans frivolité à Paris, et contracte des dettes. 
Rappelé en août 1763, il est nommé à Ratisbonne, siège de la diète d'Empire, puis en décembre suivant, à Dresde ; dans une des dernières lettres le concernant, Catherine se montre inquiète du peu de sérieux de Saltykov.
Alors que Catherine a laissé entendre dans la première édition de ses mémoires publiés par Alexandre Herzen en 1859 que son amant Sergueï Saltykov était le père biologique de Paul, elle s’est rétractée plus tard et a affirmé dans la dernière édition que Pierre III était le véritable père de Paul.
Franc-maçon, il était chef du système de théosophie hermétique (Moscou, 1750). Casanova évoque dans Histoire de ma vie l'épouse de Saltykov.
Il a été longtemps rapporté que Saltykov, après avoir été nommé ambassadeur en France, y serait demeuré, très âgé, et qu'il y aurait disparu durant la Révolution française. Selon une autre rumeur, il aurait même vécu jusqu'à l'époque de l'empereur Paul Ier. En vérité, Saltykov a passé les dernières années de sa vie à Moscou, où il est décédé le 24 septembre 1784, comme en témoigne le registre métrique de l'église Sainte-Anastasie à Okhotny Ryad : « Dans la maison du prince Mikhaïl Vassilievitch Dolgorukov, le lieutenant général et chambellan par intérim Sergueï Vassilievitch Saltykov est décédé à l'âge de 62 ans et a été enterré le 27 du même mois dans son village d'Arzamaskom » — aujourd'hui Vyezdnoye (en).

## Représentations
- Dans le téléfilm Catherine the Great (1995) avec Catherine Zeta-Jones, son personnage est interprété par Craig McLachlan[5].